# Jacques Marie Frangile Bigot
Pour les articles homonymes, voir Bigot.
Cet article possède un paronyme, voir Jacques Bigot.
Jacques Marie Frangile Bigot, né en 1818 à Paris et mort le 14 avril 1893 au Petit Quincy en Seine-et-Oise, est un entomologiste français.

## Biographie
Ce spécialiste des diptères paraît avoir possédé la collection la plus riche de l’époque, mais certains spécialistes sont très critiques sur son œuvre.

## Publications
- Diptères de Madagascar, 1858
- Diptères, 1888
- Exploration scientifique de la Tunisie : énumération des diptères recueillis en Tunisie dans la mission de 1884, par M. Valéry Mayet, et description des espèces nouvelles, 1888
- Descriptions de diptères nouveaux, 1892

## Source
- Jean Lhoste, Les entomologistes français : 1750-1950, INRA Éditions, 1987, 351 p.